# 1769 en littérature
| Années de la littérature : 1766 - 1767 - 1768 - 1769 - 1770 - 1771 - 1772    |
| Décennies de la littérature : 1730 - 1740 - 1750 - 1760 - 1770 - 1780 - 1790 |

Cet article présente les faits marquants de l'année 1769 en littérature.

## Événements
- 21 janvier : publication dans le Public Advertiser, de la première des Letters of Junius (« Lettres de Junius »), pamphlets dirigées contre le ministère de Frederick North.

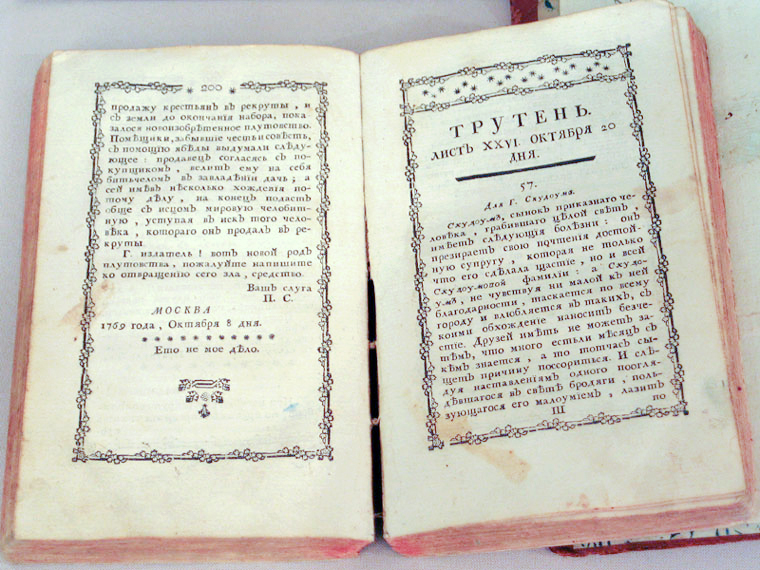
Le Bourdon.

- 3 février-17 mars-15 avril : John Wilkes est expulsé à trois reprises du Parlement de Grande-Bretagne[1]

- 2 mai 1769-27 avril 1770 : parution à Saint-Pétersbourg en Russie du Truten (en) (Трутень), le « Bourdon », hebdomadaire satirique de Nikolaï Novikov, qui critique la haute société, la vie de cour, le servage, et polémique avec la revue officielle Vsyakaya vsyachina (en) (« un peu de tout »)[2].

- 10 août - 5 septembre : Denis Diderot rédige Le Rêve de d'Alembert, un essai publié dans la Correspondance littéraire de Grimm en 1782[3].
- 25 août : Lavater dédicace à Mendelssohn sa traduction de la Palingénésie, ouvrage de Georges Bonnet, qui l’invite à se convertir au christianisme[4] ; la réponse de Mendelssohn entre le 2 et le 23 octobre ouvre une controverse sur le judaïsme (1769-1770)[5].

- 6 - 8 septembre : David Garrick organise à Stratford-upon-Avon le Shakespeare Jubilee pour célébrer le bicentenaire de la naissance de Shakespeare, fêtes qui marquent le point de départ d’un véritable regain d’intérêt populaire pour le dramaturge[6].
- 15 novembre : Jean-Jacques Rousseau commence la rédaction de la seconde partie des Confessions (publication posthume, 1782 et 1789)[7].

## Parutions
- Johann Gottfried von Herder, Kritiſche Waͤlder : Oder Betrachtungen, die Wiſſenſchaft und Kunſt des Schoͤnen betreffend, Riga, Erſtes Waͤldchen., 1769 (présentation en ligne) (« Forêts critiques. Ou considérations sur la science et l'art du Beau »).
- Nicolas-Sylvestre Bergier, Apologie de la Religion Chrétienne : contre l'auteur du Christianisme dévoilé, et contre quelques autres Critiques, vol. 1, Paris, Chez Humblot, 1769 (présentation en ligne) (deux volumes).
- Charles Bonnet, La palingénésie philosophique : ou idées sur l'état passé et sur l'état futur des êtres vivants, Genève, Claude Philibert et Barthelemi Chirol, 1769 (présentation en ligne) (deux volumes).

- Enrique Flórez publie le tome XXIV de sa España sagrada intitulé La Cantabria et Antigüedades Tarraconenses[8].

### Fictions
- Frances Brooke, The history of Emily Montague, vol. 1, London, J. Dodsley, 1769 (présentation en ligne), roman épistolaire rédigé au Canada, en quatre volumes.
- Tobias Smollett, The History and Adventures of an Atom, vol. 1, London, Robinson and Robert, 1769 (présentation en ligne), roman satirique en deux volumes, anonyme.
- Nicolas Edme Restif de La Bretonne, Le pied de Fanchette, ou L'orfeline française : histoire intéressante et morale., Imprimé à La Haie, Chez Humblot et chez Quillau à Paris, 1769 (présentation en ligne).
- Voltaire, Épitre à l'auteur du nouveau livre : Des trois imposteurs, 1769 (présentation en ligne), épitre conclu par « Si Dieu n'existait pas, il faudrait l'inventer » .